# Zemen
Zemen (in bulgaro Земен?) è un comune bulgaro situato nella Regione di Pernik di 3 307 abitanti (dati 2009). La sede comunale è nella località omonima

## Località
Il comune è formato dall'insieme delle seguenti località:
- Zemen (sede comunale)
- Berende
- Blatešnica
- Čepino
- Divlja
- Dolna Vrabča
- Elovdol
- Gabrovdol
- Gorna Vrabča
- Gorna Glogovica
- Kalotinci
- Mureno
- Odranica
- Padine
- Peštera
- Rajanci
- Smirov dol
- Vranja stena
- Žabljano